# Taeniotes insularis
Taeniotes insularis es una especie de escarabajo longicornio del género Taeniotes, tribu Monochamini, subfamilia  Lamiinae. Fue descrita científicamente por Thomson en 1857.

## Descripción
Mide 16-35 milímetros de longitud.

## Distribución
Se distribuye por Cuba, Dominica y Guadalupe.